# LOVE SURVIVE
《LOVE SURVIVE》是日本女子樂隊SCANDAL的第11張單曲，於2011年7月27日由Epic Records Japan Inc.發售。

## 概要
專輯《BABY ACTION》先行單曲。

## 收錄曲目
1. LOVE SURVIVE [3:42]
作詞：HARUNA・田中秀典、作曲：田中秀典、編曲：篤志
2. 君に嫉妬中 [3:49]
作詞・作曲・編曲：ハジメタル
3. ひかれ [4:21]
作詞：RINA、作曲：MAMI・RINA、編曲：SCANDAL
4. LOVE SURVIVE（Instrumental）

## 外部連結
- Epic Records Japan Inc.介紹網站 （页面存档备份，存于）